# Ел Карак
Ел Карак или Ал-Карак (арап. كرك Karak) је град у Јордану са 20.280 становника (попис 2004), док у ширем подучју живи 68.800 људи. Налази се 124 километра јужно од Амана. У њему се налазе остаци замка из доба крсташа (изграђен 1140их) који је припадао Јерусалимској краљевини.